# Висло-Одерская операция
Висло-Одерская стратегическая наступательная операция — стратегическая наступательная операция советских войск на правом фланге советско-германского фронта в 1945 году. Началась 12 января, завершилась 3 февраля. Проводилась силами 1-го Белорусского (командующий — Маршал Советского Союза Георгий Жуков) и 1-го Украинского фронтов (Маршал Советского Союза Иван Конев).
В ходе Висло-Одерской операции от немецких войск была освобождена территория Польши к западу от Вислы и захвачен плацдарм на левом берегу Одера, использованный впоследствии при наступлении на Берлин. Операция носила стремительный характер — на протяжении 20 суток советские войска продвигались на расстояние от 20 до 30 км в день. За это время они преодолели 7 укреплённых рубежей противника и 2 крупные водные преграды.

## Диспозиция накануне наступления

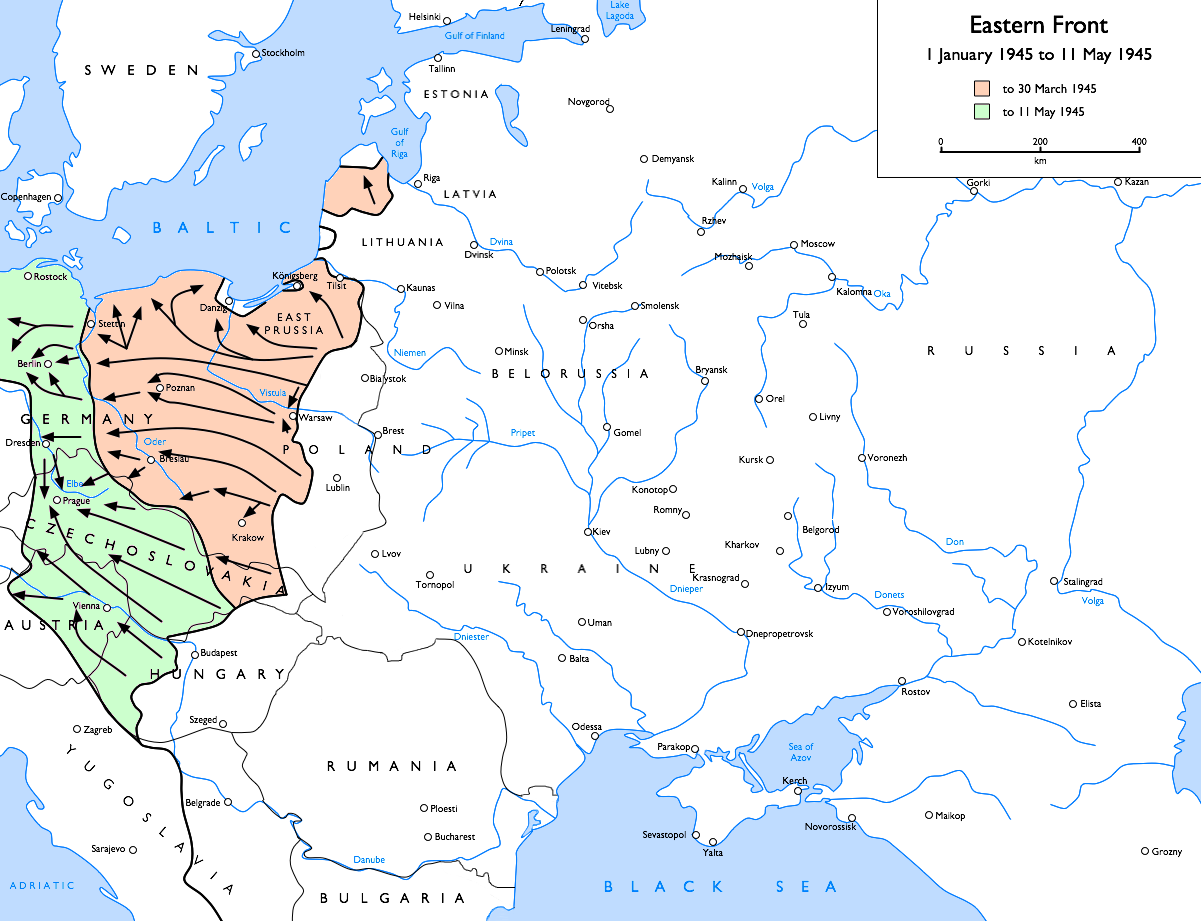
Ситуация на фронтах. Январь-май 1945 года

К январю 1945 года германская армия находилась в критическом положении. Шли тяжёлые бои в Венгрии и Восточной Пруссии, постепенно Вермахт отступал и на Западном фронте. В ходе Ясско-Кишиневской операции советская армия захватила стратегически важный для Германии Плоештинский нефтяной район (Румыния). Бомбардировки союзников нанесли серьёзный ущерб немецкой промышленности. Были практически уничтожены ВВС и исчерпаны людские резервы. Несмотря на это, в декабре 1944 года немцы начали крупное наступление на Западном фронте — операцию «Стража на Рейне», которое стало последней попыткой изменить ход войны.
Красная Армия заняла позиции за Вислой, успев на исходе летнего наступления захватить на её западном берегу несколько плацдармов, которые удерживала в течение почти полугода. Войска в ходе осени-зимы 1944-45 наращивали силы, готовясь к наступлению. Готовились к обороне и немцы, выстроившие несколько линий обороны с севера на юг через всю Польшу. 28 ноября 1944 года Ставка Верховного Главнокомандования издала директиву № 220275 командующему войсками 1-го Белорусского фронта «О разгроме варшавско-радомской группировки противника».
Советское командование планировало мощное наступление четырёх фронтов, 1-го, 2-го и 3-го Белорусских и 1-го Украинского, с целью оттеснить немцев к Одеру. Разведывательная информация о подготовке операции неоднократно докладывалась начальником штаба сухопутных войск вермахта, генерал-полковником Гейнцем Гудерианом, Адольфу Гитлеру, но тот предпочёл не верить этим сведениям и считать их советской пропагандой.
6 января, ввиду тяжёлых боёв в ходе Арденнской операции, к Иосифу Сталину обратился Уинстон Черчилль. Он запрашивал информацию о дате возможной наступательной операции советской армии на германо-советском участке фронта с целью дальнейшего планирования операций на Западном фронте. Сталин сообщил о планируемой операции на конец января и готовности перенести её на более ранний срок.
6 января 1945 года, Черчилль — Сталину:
На Западе идут очень тяжёлые бои, и в любое время от Верховного Командования могут потребоваться большие решения. Вы сами знаете по Вашему собственному опыту, насколько тревожным является положение, когда приходится защищать очень широкий фронт после временной потери инициативы. Генералу Эйзенхауэру очень желательно и необходимо знать в общих чертах, что Вы предполагаете делать, так как это, конечно, отразится на всех его и наших важнейших решениях. Согласно полученному сообщению наш эмиссар главный маршал авиации Теддер вчера вечером находился в Каире, будучи связанным погодой. Его поездка сильно затянулась не по Вашей вине. Если он ещё не прибыл к Вам, я буду благодарен, если Вы сможете сообщить мне, можем ли мы рассчитывать на крупное русское наступление на фронте Вислы или где-нибудь в другом месте в течение января и в любые другие моменты, о которых Вы, возможно, пожелаете упомянуть. Я никому не буду передавать этой весьма секретной информации, за исключением фельдмаршала Брука и генерала Эйзенхауэра, причём лишь при условии сохранения её в строжайшей тайне. Я считаю дело срочным.
7 января 1945 года, Сталин — Черчиллю:
Мы готовимся к наступлению, но погода сейчас не благоприятствует нашему наступлению. Однако, учитывая положение наших союзников на Западном фронте, Ставка Верховного Главнокомандования решила усиленным темпом закончить подготовку и, не считаясь с погодой, открыть широкие наступательные действия против немцев по всему центральному фронту не позже второй половины января. Можете не сомневаться, что мы сделаем всё, что только возможно сделать для того, чтобы оказать содействие нашим славным союзным войскам.

## Силы сторон
Советским войскам на территории Польши противостояла немецкая группа армий «А» (с 26 января — «Центр»), которая объединяла 9-ю и 4-ю танковую армии, а также главные силы 17-й армии. В них имелось 30 дивизий, 2 бригады и 50 отдельных батальонов — всего до 560 тыс. солдат и офицеров, около 5 тыс. орудий и миномётов, 1220 танков и штурмовых орудий. Их действия поддерживали 630 боевых самолётов 6-го воздушного флота. Пытаясь остановить наступление 1-го Белорусского и 1-го Украинского фронтов, немецкое командование перебросило в их полосы с других направлений, в том числе из состава группировок, развёрнутых против англо-американских войск, 29 дивизий и 4 бригады.
Противник подготовил между Вислой и Одером семь оборонительных рубежей, эшелонированных на 300—500 км. Первый — Вислинский оборонительный рубеж состоял из четырёх полос общей глубиной от 30 до 70 км. Наиболее сильно была укреплена первая (главная) полоса, особенно её участки, находившиеся на линии соприкосновения сторон в районах магнушевского, пулавского и сандомирского плацдармов. Главная полоса включала три-четыре позиции, на каждой из которых оборудовалось от одной до трёх линий сплошных траншей полного профиля. Подступы к ним прикрывались проволочными заграждениями в несколько рядов и сплошными минными полями глубиной 50—100 м. На танкоопасных направлениях между первой и второй позициями имелись противотанковые рвы шириной 5—8 м и глубиной 2—3 м. Последующие оборонительные рубежи состояли из одной-двух линий траншей и отдельных опорных пунктов. Серьёзным препятствием для наступавших являлся шестой оборонительный рубеж, проходивший вдоль германо-польской границы 1939 г. и включавший Померанский, Мезеритцкий и Глогау-Бреславский укреплённые районы.
Всего в составе двух фронтов советских войск имелось 16 армий (134 дивизии), четыре танковые и две воздушные армии, пять отдельных танковых и один механизированный корпус, три кавалерийских корпуса, четыре артиллерийских корпуса прорыва, другие соединения и части различных родов войск. Они насчитывали более 2,2 млн человек, 36 436 орудий и миномётов, 7049 танков и самоходных артиллерийских установок, 4772 самолёта. Наступление начиналось в условиях подавляющего превосходства советских войск в силах и средствах.

## Влияние Арденнской операции
16 декабря 1944 года вермахт начал наступление в Арденнах (продолжалось до 29 января). В этой операции были использованы две танковые армии (5-я та и 6-я та), оснащённые новейшими танками Тигр II, которые были в этой операции потеряны, что, по мнению некоторых западных историков, существенно облегчило проведение Висло-Одерской операции. В российской историографии данная точка зрения оспаривается и утверждается противоположное: ни одна дивизия или бригада для проведения Арденской операции не была переброшена с Восточного фронта и действия советских войск в январе 1945 года существенно облегчили положение союзных войск в Арденнах. Уже с 26 декабря 1944 года началась переброска немецких войск с Запада сначала в Венгрию, а с середины января и в Польшу. 29 января 1945 года Гитлер приказал перейти к обороне на Западе.

## Ход операции

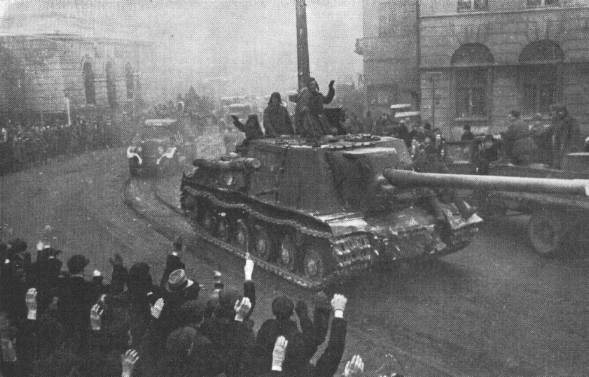
Красная Армия входит в Лодзь.

Войска 1-го Украинского фронта перешли в наступление рано утром 12 января, нанося главный удар с Сандомирского плацдарма, а войска 1-го Белорусского фронта — 14 января с Магнушевского и Пулавского плацдармов.
Поскольку по приказу Гитлера танковые резервы были заранее выдвинуты к линии фронта, они оказались в пределах досягаемости огня советской артиллерии, понесли серьёзные потери уже в первый период наступления и не могли быть задействованы в соответствии с заранее разработанными планами обороны, втягиваясь в бой для прикрытия брешей, образовывающихся в боевых порядках немецких войск.
13 и 14 января севернее — в Восточной Пруссии — развернулось наступление 3-го Белорусского фронта под командованием генерала Черняховского и 2-го Белорусского фронта (маршал Советского Союза Рокоссовский) (см. Восточно-Прусская операция (1945).
Гитлер принял решение приостановить все активные боевые действия на Западном фронте и вернуться в Берлин из своей ставки в Цигенберге лишь 15 января, на четвёртый день успешного советского наступления, несмотря на настоятельные просьбы начальника Генштаба сухопутных войск генерала Гудериана. В первые дни Гитлер отказывался рассматривать предложения о переброске подкреплений на Восточный фронт, но, вернувшись в столицу, приказал начать переброску корпуса «Великая Германия» из Восточной Пруссии в район города Кельце, в 170 км к югу от Варшавы.
Тем временем 47-я армия, действовавшая на крайнем правом фланге 1-го Белорусского фронта, обходила Варшаву с севера. 16 января штаб группы армий «А» (командующий — генерал-полковник Йозеф Гарпе) доложил командованию сухопутных войск вермахта, что город удержать не удастся ввиду малочисленности гарнизона (несколько батальонов). Гудериан отдал распоряжение, которым командованию группы армий «А» разрешалось самостоятельно принимать решение относительно продолжения обороны Варшавы. Гитлер, узнав об этом, пришёл в ярость и потребовал отменить приказ, однако радиосвязь с гарнизоном уже прервалась.
Попытка немецкого командования остановить советское наступление танковым контрударом в районе Кельце провалилась.
16-17 января неполный танковый батальон (21 танк) под руководством майора Хохрякова при поддержке десанта мотострелков Горюшкина освободил Ченстохову с почти десятитысячным гарнизоном и вышел на границу Германии.
17 января советскими войсками была освобождена Варшава, в боях за которую приняли активное участие находившиеся в составе 1-го Белорусского фронта части 1-й армии Войска Польского (командующий — бригадный генерал Станислав Поплавский). В тот же день генерал-полковник Йозеф Гарпе и командующий 9-й Армией вермахта генерал фон Лютвиц были отстранены от командования войсками.
К 18 января главные силы группы армий «А» были разгромлены, оборона противника прорвана на 500-км фронте на глубину 100—150 км.
19 января передовые части 3-й гвардейской танковой, 5-й гвардейской и 52-й армий 1-го Украинского фронта, преследуя противника, вступили на территорию Германии в Верхней Силезии, а войска левого крыла фронта освободили Краков. Вечером 19 января войска1-го Белорусского фронта освободили город Лодзь.
Германское командование начало переброску в приграничные районы части сил из внутренних районов Германии, с Западного фронта и других участков фронта. Однако попытки восстановить прорванный фронт успеха не имели. 20-25 января армии 1-го Белорусского фронта преодолели вартовский и познанский оборонительные рубежи и окружили в Познани 60-тысячный гарнизон противника. 22 января — 3 февраля советские войска вышли на Одер и захватили плацдармы на его западном берегу в районах Штейнау, Бреслау, Оппельна и Кюстрина. В это же время войска 4-го Украинского фронта заняли часть Южной Польши и Северной Чехословакии и продвинулись до верховьев Вислы. Бои за Бреслау продолжались с февраля по 5 мая (Берлин капитулировал 2 мая).

## Авиация в Висло-Одерской операции
К моменту начала операции воздушная обстановка на всем советско-германском фронте определялась господством в воздухе советской авиации. 16-я воздушная армия, под командованием генерала С.И. Руденко, и 4-я смешанная польская авиационная дивизия входили в состав 1-го Белорусского фронта, а 2-я воздушная армия, под командованием генерала Красовского, входила в состав 1-го Украинского фронта.  Всего в составе авиации двух фронтов насчитывалось 4770 боевых самолётов.
Советским войскам противостоял 6-й воздушный флот в составе 4-го и 8-го авиационных корпусов, имевших в своём составе более 500 самолётов.
Наступление советских войск началось на участке 1-го Украинского фронта утром 12 января, однако из-за плохих погодных условий авиационная подготовка не проводилась. Авиация вылетала только на разведку. Учитывая обстановку, соединения штурмовой и истребительной авиации были переданы в оперативное подчинение командующих танковыми армиями и командиров танковых корпусов.
Штурмовики и истребители поддерживали наступление наземных войск и подавляли огонь немецкой артиллерии и миномётов. Ударами и блокированием аэродромов, а также непрерывным патрулированием советские лётчики прикрывали танковые войска при преодолении ими рубежа обороны на реке Нида в период боёв за города Пинчув и Енджеюв. Ни одна группа немецких самолётов не смогла нанести удар по нашим войскам
Установившаяся хорошая погода 16 и 17 января позволила советской авиации совершить около 4000 самолёто-вылетов и совершить удары по отступавшим немецким колоннам. Бомбардировщики и штурмовики группами по 30 самолётов каждая наносили удары по этим колоннам, не оставляя их в покое ни днём ни ночью. Авиация настигала отступающие немецкие войска, задерживала их движение, а подошедшие танковые войска окружали и уничтожали их.
За первые шесть дней операции 2-я воздушная армия оказывала поддержку наземным войскам при прорыве обороны на всем 250-километровом фронте и на глубину до 150 км. Авиация, взаимодействуя с танковыми войсками, способствовала разгрому основных сил 4-й танковой армии немцев и оперативных резервов, расположенных против сандомирского плацдарма. Советские лётчики содействовали войскам в форсировании с хода рек Нида, Пилица, Варта и выдвижению войск на рубеж Радомск, Ченстохов, Тарнув.
Сложные погодные условия не позволили осуществить запланированную авиационную подготовку и в направлении наступления группировки войск 1-го Белорусского фронта. В первые два дня наступления, из-за плохой погоды, 16-я воздушная армия совершила только 276 вылетов одиночными наиболее подготовленными экипажами. В основном в эти дни авиация вела воздушную разведку и поддерживала наступающие войска при прорыве тактической зоны обороны и обеспечивала ввод в сражение танковых соединений. После 16 января погода улучшилась. Воздушная разведка установила направление отступления немецких войск. По требованию наземного командования и по данным воздушных разведчиков бомбардировщики и штурмовики уничтожали колонны и скопления немецких войск на шоссейных и железных дорогах Сохачев — Лодзь; Скерневице — Томашув-Мазовецки; Радом — Опочно.
Затем основные усилия советской авиации были направлены на дезорганизацию отступления немецких войск и на борьбу с его резервами с целью не допустить их подхода к Варшаве. В результате действий авиации были разрушены мосты и переправы через Вислу; разбив лёд на Висле, лётчики 16-й воздушной армии сорвали переправу немецких войск на правый берег реки. Бомбардировщики, штурмовики и истребители подавили огонь в очагах сопротивления на улицах города перед наступавшими советскими штурмовыми группами. 17 января советские войска овладели Варшавой.
В боях за Варшаву 16-я воздушная армия совершила 6656 самолёто-вылетов, в том числе 1-я смешанная авиационная дивизия Войска Польского 399 самолёто-вылетов. Всего с 12 по 17 января лётчики воздушных армий 1-го Белорусского и 1-го Украинского фронтов совершили 11748 самолёто-вылетов. В воздухе безраздельно господствовала советская авиация.
В сложившихся условиях была изменена стратегия воздушных армий по борьбе за удержание господства в воздухе. Основные силы истребителей были перенацелены на уничтожение отступающих нацистских войск. Чтобы не отстать от стремительно продвигающихся наземных войск, командование 16-й воздушной армии перебазировало 402-й истребительный полк и 278-ю истребительную авиационную дивизию на аэродромы вблизи к местам боев. Танковые армии прибыли в эти районы только через сутки.
Безостановочное наступление 1-го Белорусского и 1-го Украинского фронтов поддерживалось авиацией на всем 1000-км пространстве. Усилиями советских лётчиков были вскрыты немецкие резервы, выдвигавшиеся к полю боя, установлены места движения отступающих войск вермахта на тыловые рубежи обороны, дезорганизованы железнодорожные и автомобильные перевозки, успешно отражены налёты немецкой авиации.

## Итоги
Эта операция вошла в военную историю как самое стремительное наступление.

Русское наступление за Вислой развивалось с невиданной силой и стремительностью, невозможно описать всего, что произошло между Вислой и Одером в первые месяцы 1945 года. Это была трагедия невиданного масштаба. В старых германских землях — Восточной Пруссии, Померании и Силезии русские проявили звериную жестокость. Невозможно описать всего, что произошло между Вислой и Одером в первые месяцы 1945 года.  Европа не знала ничего подобного со времени гибели Римской империи.
— Ф. В. фон Меллентин. Panzer battles 1939—1945 — London, 1956.)
В результате Висло-Одерской операции было полностью разгромлено 35 дивизий противника, ещё 25 потеряли от 50 до 70 % личного состава, было взято в плен около 150 тысяч человек. Советские войска выровняли фронт и вышли на дальние подступы к Берлину. Значительные силы противника оказались в котлах в Познани и Бреслау. Стала очевидна неспособность немцев эффективно вести боевые действия на два фронта и неизбежность грядущей победы союзников. Началось воссоздание польской государственности — на занятых советской армией территориях восстанавливалась национальная администрация.
23 февраля 1945 Сталин оценил немецкие потери за 40 дней советского зимнего наступления по всему фронту в 800 000 убитых и 350 000 пленных, 3000 самолётов и 4500 танков.
Безвозвратные потери Красной армии в ходе операции составили 43,3 тыс. человек.

## Отражение в культуре и искусстве

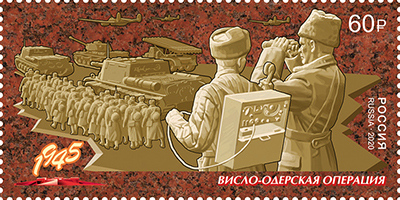
Барельеф с группой советских солдат во время Висло-Одерской операции. Художник-дизайнер С. Ульяновский. Почтовая марка России 2020 года.

- Е. М. Винокуров. «Москвичи» (1953) — стихотворение в память о погибших советских солдатах.
- Освобождение (киноэпопея)
- 30 января 2022 года в почтовое обращение вышла марка, посвящённая Висло-Одерской операции. Тираж 112 тыс. экз.

## Комментарии
1. ↑  В начале 1945 года командующий 6-й танковой армией Оберстгруппенфюрер Йозеф Дитрих сказал[6]: Наша армия называется 6-й танковой, потому что у нас осталось только шесть танков
2. ↑  Советские и российские историки и некоторые политики, в частности Владимир Путин, утверждали и утверждают, что Советский Союз освободил Польшу от нацизма, но некоторые политики в Варшаве считают, что присутствие советских войск стало оккупацией, длившейся до падения в стране коммунистического режима в 1989 году[15].